# Zio Paperone e il segreto degli Incas
Zio Paperone e il segreto degli Incas (Secret of the Incas) è una storia a fumetti della Walt Disney realizzata dallo sceneggiatore Byron Erickson e dal disegnatore Giorgio Cavazzano, pubblicata per la prima volta in Italia sul numero 2169 di Topolino, del 24 giugno 1997. La storia venne realizzata per i cinquanta anni del personaggio di Paperon de Paperoni ed è stata pubblicata nel corso del 1997 in molti Paesi come il Brasile, la Danimarca, la Germania, i Paesi Bassi e gli Stati Uniti.

## Trama
La vicenda si apre con il tentativo da parte di Brigitta di venire a conoscenza di ciò che Paperone desidera come regalo per il suo compleanno: grazie ad uno speciale macchinario raggiunge il suo scopo, scoprendo che ciò che il suo amato desidera è una badanga, un singolare ortaggio che cresce in una località delle Ande dove Paperone si era recato da giovane per recuperare un immenso tesoro custodito dagli antichi Incas. Giunto nel luogo Paperone era stato accolto amichevolmente dal capo del villaggio locale, il quale, per suggellare la loro amicizia, gli offrì una badanga cucinata dalla moglie, ma Paperone non gradì il sapore dell'alimento, offendendo il capo-villaggio, che lo scacciò dalla sua comunità.
Dopo aver rievocato l'episodio, Paperone parte per il Sud America, seguito da Brigitta, per recuperare quel tesoro che non riuscì a suo tempo a conquistare.